# P̃
Cette page contient des caractères spéciaux ou non latins. S’ils s’affichent mal (▯, ?, etc.), consultez la page d’aide Unicode.
P̃ (minuscule : p̃), appelé P tilde, est un graphème utilisé dans les alphabets de l’anejom, de l’éfaté du nord, de l’éfaté du Sud, du lewo, du maskelynes, du namakura, de l’uripiv-wala-rano-atchin, et du yanesha. Il s'agit de la lettre P diacritée d'un tilde.

## Utilisation
Le p tilde représente la consonne occlusive bilabiale sourde labiovélarisée [pʷ] en anejom, en maskelynes, en namakura ou en uripiv-wala-rano-atchin.
En éfaté du Nord et éfaté du Sud, ‹ p̃ › représente la consonne occlusive labiale-vélaire sourde [k͡p].
En lewo, ‹ p̃ › une consonne occlusive labiale-vélaire sourde [k͡p], ou ses allophones : la consonne occlusive injective labiale-vélaire sourde [ɠ̊͡ɓ̥] devant [a] et une consonne occlusive labiale-vélaire sourde labiovélarisée [k͡pʷ] devant [e] et [i].
En yanesha ‹ p̃ › représente un /p/ palatalisée : [pʲ].

## Représentations informatiques
Le P tilde peut être représenté avec les caractères Unicode suivants
- décomposé (latin de base, diacritiques)[2],[3] :

| formes    | représentations | chaînes de caractères | points de code | descriptions                                |
| --------- | --------------- | --------------------- | -------------- | ------------------------------------------- |
| capitale  | P̃               | P◌̃                    | U+0050 U+0303  | lettre majuscule latine p diacritique tilde |
| minuscule | p̃               | p◌̃                    | U+0070 U+0303  | lettre minuscule latine p diacritique tilde |